# Lee Hae-chan
Pour les articles homonymes, voir Chan.
Lee Hae-chan, né le 10 juillet 1952 dans le district de Cheongyang, est un homme d'État sud-coréen. 
Il a été le Premier ministre de la république de Corée depuis sa nomination par le président Roh Moo-hyun le 8 juin 2004 et son investiture par l'Assemblée nationale le 29 juin 2004 jusqu'à sa démission le 14 mars 2006. Il avait succédé à Goh Kun. 
Lee Hae-chan est un ancien ministre de l'Éducation et un membre du Parti Uri.
Le 14 mars 2006,  Lee Hae-chan, éclaboussé par des accusations de corruption, remet sa démission au président Roh Moo-hyun qui l'a acceptée. Le scandale de corruption a été suscité par une partie de golf, disputée le 1er mars - jour férié en Corée du Sud - que lui auraient offert des hommes d'affaires dont l'un avait un casier judiciaire en échange d'un soutien au moment où le pays était paralysé par une grève des chemins de fer. Selon ses détracteurs, le chef du gouvernement n'avait rien payé pour la partie, et s'était fait offrir un dîner par ses partenaires de jeu.
En mars 2007, il a été reçu à Pyongyang par le chef de l'État nord-coréen Kim Yong-nam, en tant que président du Comité pour la paix en Asie du Nord-est (organisme lié au Parti Uri). M Lee a démenti les rumeurs selon lesquelles sa visite préparerait un sommet entre les numéros 1 du Nord et du Sud, le dirigeant Kim Jong-il et le président Roh Moo-hyun.